# Censura cinematográfica

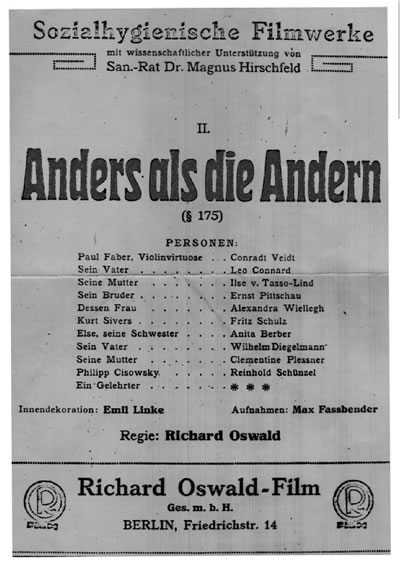
Poster censurado de Anders als die andern en 1919

Este artículo habla acerca de la censura cinematográfica. En los distintos países existen organismos oficiales encargados de clasificar las películas, antes de que se exhiban o distribuyan. En ocasiones, esto conlleva limitaciones en la exhibición, pudiéndose llegar a una prohibición total de las mismas.

## Motivación
Los criterios para la clasificación suelen ser de orden moral en los estados democráticos, con el fin de proteger a personas poco formadas, especialmente menores de edad, de contenidos violentos o sexuales presentados de una manera explícita. En estados no democráticos, suele haber también consideraciones de orden político, con el fin de evitar los mensajes contrarios a los intereses de la clase dirigente.

## Organismos censores

### Chile
La censura cinematográfica fue establecida en 1925 de manera unilateral por el gobierno de Arturo Alessandri Palma a través de un decreto que creó el Consejo de Censura Cinematográfica. Al organismo se le confió la revisión previa a la exhibición de toda película cinematográfica fuera de origen nacional o extranjero, debía asignar al material una calificación según edades y, además, tenía la facultad de rechazarlo basándose en un criterio establecido por la misma normativa. A lo largo de siglo sufrió modificaciones en cuanto a la nómina de instituciones que nombraban a sus miembros, categorías de calificación y dependencia administrativa, entre otros aspectos. En 1974 sufre una reestructuración mayor: toda la normativa orgánica vigente en cuanto censura fue derogada y el Consejo es refundado, esta vez con el nombre de Consejo de Calificación Cinematográfica y se le asigna una composición más amplia. En 2001 es reformada la Constitución (esta vez a través del Congreso) para eliminar el párrafo que introducía la censura y se ordena emanar una nueva normativa que sustituyera a la de 1974 en la que el Consejo no tuviera ya la facultad de prohibir la exhibición de una película, tal ley fue publicada dos años después.

### España
En España, durante el periodo franquista la censura corría a cargo del Ministerio de Información y Turismo, aunque otros organismos públicos también presionaron para lograr la prohibición de algunas películas. Con la llegada de la transición española y el reinado de Juan Carlos I, las competencias a la hora de clasificar las películas pasaron al nuevo Ministerio de Cultura, que posee las competencias en materia cinematográfica. Durante las décadas de 1970 y 1980 se aplicó la clasificación S a las películas eróticas de pornografía blanda o softcore, así como a algunas películas con escenas de violencia muy explícita; la clasificación X quedaba para la pornografía dura, aunque en 2010 saltaba a los medios de comunicación la clasificación como tal de la película de terror y gore Saw VI.

### Estados Unidos
La asociación Motion Picture Association of America (Asociación Cinematográfica de Estados Unidos) es el organismo encargado de la clasificación de las películas para su estreno en los Estados Unidos. Entre las calificaciones restrictivas que utilizan se hallan: 
- PG (Parent Guidance), acompañamiento o tutela parental, el menor puede acceder a la sala acompañado de un adulto.
- R (Restricted), impide el acceso a las salas a los menores de 17 años.
- X, la conocida clasificación aplicada a las películas de pornografía dura o hardcore.

En el ámbito anglosajón se aplica el término "banned" a las películas prohibidas, como tal suele figurar la clasificación de las películas cuya exhibición no sea permitida por los organismos censores. El término "Restricted" (restringido) se aplica a las películas cuya visión no se permite a menores. Por lo general, la clasificación equivalente en otros países suele ser 18 años.

### Reino Unido
En el Reino Unido, en 1912 se fundó el British Board of Film Classification, organismo oficial encargado de clasificar los estrenos en salas cinematográficas. Depende del Ministerio del Interior británico. En la década de 1980, tras la aprobación de la ley conocida como Video Recordings Act 1984, sus competencias se ampliaron a las películas que buscaran ser distribuidas en vídeo. Elabora una lista conocida como DPP List, también conocida como lista de video nasties, que incluye a las películas cuya distribución en vídeo haya sido prohibida al haberse iniciado un proceso por obscenidad contra ellas. Existe un organismo similar en la República de Irlanda.

### Censura en la traducción
En la traducción (doblaje o subtitulaje), también ocurre censura. Por ejemplo, en una de las primeras escenas de la película The Woman in Green (distribuida con el título Sherlock Holmes y la mujer de verde, en algunos países, y como Mudos testigos, en otros), uno de los personajes dice: "Si pudiéramos drenar el Canal de la Mancha...", y no aparece, en los subtítulos, traducido el resto de la frase: "y encontráramos un pene."

## Lista de películas censuradas por país

### Criterios de inclusión
Discernir qué películas incluir en una lista de títulos censurados puede ser una tarea muy prolija; en teoría, todas aquellas películas sometidas a un comité censor y clasificadas por este se pueden considerar como censuradas, pero el término se suele aplicar a aquellas que han sufrido severas restricciones en su exhibición (como las películas clasificadas 'X', que solamente se pueden programar en muy determinadas salas), las que se ha especificado no pueden ser vistas en su integridad por menores de edad en salas convencionales, siendo sometidas a cortes, o aquellas directamente prohibidas para su exhibición en salas o distribución en vídeo.
En esta lista se recogen solamente las películas que hayan visto totalmente vetada su exhibición cinematográfica, las que hayan sido rechazadas para su distribución videográfica y aquellas con una clasificación 'X' o similar que relegó su proyección a un circuito restringido de salas, como es el caso de las salas X o cines porno. 
Así mismo, también se incluyen aquellas que, aunque hubieran sido autorizadas para su exhibición en salas convencionales, fueron prohibidas inicialmente hasta que se realizasen determinados cortes en su metraje. Un ejemplo de estas últimas sería la sexta entrega de la saga cinematográfica iniciada con Saw; la exhibición en salas de Saw VI fue restringida en España a las salas 'X', tras obtener esta clasificación por parte del Ministerio de Cultura español. La distribuidora rechazó estrenar la película en este tipo de salas. Posteriormente, con la autorización del realizador de la película, la distribuidora realizó algunos cortes en el metraje, aligerándolo de algunos de los momentos gore más extremos que han ido caracterizando a esta saga, lo que permitió el estreno de la película en las salas convencionales, coincidiendo ya casi con la llegada a España de la siguiente entrega de la serie.
La lista de películas cuyo visionado por parte de menores de edad se restringió en mayor o menor medida, aunque sin someter la película a cortes, relegarla a salas especiales o prohibirla, como las clasificadas '18', 'PG', 'R' o 'Restricted' en Estados Unidos, o 'S' en España, resultaría demasiado extensa.

### Especificaciones
- El estreno se refiere al estreno en salas comerciales de la película, aunque hubiera sido en un país distinto al que se recoge en la tabla. Las películas estrenadas el mismo año se suceden por orden alfabético de su título en español.
- En el caso de las películas que no hubieran llegado a ser estrenadas comercialmente, el año que figura es el de la producción.
- actualidad se refiere al año 2012.

### Siglas utilizadas
- BBC (British Broadcasting Corporation), emisora pública británica de televisión.
- BBFC (British Board of Film Censors, desde 1984 denominado British Board of Film Classification), organismo fundado en 1912 y dependiente del Ministerio de Interior británico; responsable para la certificación de todos los estrenos en cine y todos los lanzamientos en vídeo. Todo vídeo distribuido después del 1 de septiembre de 1985 tenía que cumplir con la Video Recordings Act y ser admitido para clasificación por la BBFC.
- D, clasificación restrictiva empleada en México.
- DPP List, lista de películas procesadas bajo acusación de obscenidad en el Reino Unido. Referida a lanzamientos videográficos, también se la conoce como lista de video nasties. En algunos casos, su distribución en vídeo se autorizó tras la realización de cortes en el metraje original, en otros se prohibió por completo.
- MPAA (Motion Picture Association of America), organismo estadounidense encargado de clasificar los estrenos cinematográficos.
- NR (No Rated), película rechazada para clasificación por la MPAA.
- VRA (Video Recordings Act), ley aprobada en el Reino Unido en 1984; vuelta a promulgar tras ser detectado un defecto de forma en 2010. Regula las condiciones que tienen que cumplir las películas que pretendan ser distribuidas en videocinta para evitar una prohibición por obscenidad.

#### África
Marruecos
 Reinado de Mohammed V (1956-1961)
| Estreno | Título/s en español                       | Título/s original/es | Comentarios sobre la censura      |
| ------- | ----------------------------------------- | -------------------- | --------------------------------- |
| 1957    | Senderos de gloria / La patrulla infernal | Paths of Glory       | Prohibida por su antimilitarismo. |

#### América
Estados Unidos
| Estreno | Título/s en español                | Título/s original/es           | Comentarios sobre la censura |
| ------- | ---------------------------------- | ------------------------------ | --- |
| 1946    | El cartero siempre llama dos veces | The Postman Always Rings Twice | La censura obligó a aligerar la fuerte carga sexual de esta película, protagonizada por Lana Turner y basada en la obra de James M. Cain, considerada amoral por los censores. |
| 1968    | El asesinato de la hermana George  | The Killing of Sister George   | Historia de lesbianismo dirigida por Robert Aldrich; Originalmente clasificada por la MPAA como X (las personas menores de 16 años no tendrán permitido el acceso a las salas); la actual clasificación es R (las personas menores de 17 años requerirán el acompañamiento de un padre o un adulto), obtenida en 1972. |
| 1974    | Emmanuelle                         | Emmanuelle                     | Clasificada X; reclasificada R con cortes. |
| 1975    | Historia de O                      | Histoire d'O                   | Originalmente clasificada X por su contenido sexual; reclasificada NC-17. |
| 1976    | Salón Kitty                        | Salon Kitty                    | Clasificada X; reclasificada NR. |

 México
| Estreno | Título/s en español                               | Título/s original/es          | Comentarios sobre la censura |
| ------- | ------------------------------------------------- | ----------------------------- | --- |
| 1967    | Fando y Lis                                       | Fando y Lis                   | Exhibición en salas prohibida tras su estreno, pero autorizada posteriormente.                                                            |
| 1968    | Santo en el tesoro de Drácula                     | Santo en el tesoro de Drácula | De esta película se rodaron dos versiones, la clasificada 7 se estrenó en 1968, pero la versión clasificada 18 no se pudo ver hasta 2011. |
| 1971    | La naranja mecánica                               | The Clockwork Orange          | Clasificada 'D'. |
| 1975    | Saló o los 120 días de Sodoma                     | Salo                          | Clasificada 'D'. |
| 1978    | Tintorera                                         | Tintorera                     | Clasificada 'D'. |
| 1979    | Calígula                                          | Caligola/Caligula             | Clasificada 'D'. |
| 1980    | Holocausto caníbal                                | Cannibal Holocaust            | Clasificada 'D'. |
| 1986    | Terciopelo azul                                   | Blue Velvet                   | Clasificada 'D'. |
| 2005    | Hostel                                            | Hostel                        | Clasificada 'D'. |
| 2005    | Wolf Creek                                        | Wolf Creek                    | Clasificada 'D'. |
| 2006    | Las colinas tienen ojos / El despertar del diablo | Hills Have Eyes               | Nueva versión de la película de los años 1970 de Wes Craven; clasificada 'D'.                                                             |
| 2007    | Frontière(s)                                      | Frontière(s)                  | Clasificada 'D'. |

#### Asia
Indonesia
| Estreno | Título/s en español   | Título/s original/es | Comentarios sobre la censura                            |
| ------- | --------------------- | -------------------- | ------------------------------------------------------- |
| 1993    | La lista de Schindler | The Schindler's List | Prohibida por contender demasiada violencia y desnudos. |

 Malasia
| Estreno | Título/s en español | Título/s original/es | Comentarios sobre la censura                      |
| ------- | ------------------- | -------------------- | ------------------------------------------------- |
| 1979    | Calígula            | Caligola/Caligula    | Censurada por sus escenas sexualmente explícitas. |

 Tailandia
| Estreno | Título/s en español          | Título/s original/es | Comentarios sobre la censura                                                                                             |
| ------- | ---------------------------- | -------------------- | --- |
| 1999    | Ana y el rey / Anna y el rey | Anna and the King    | En el país asiático disgustó la imagen que se daba de uno de sus monarcas, interpretado por el actor chino Chow-Yun-Fat. |

#### Europa
Alemania
 Alemania Nazi (1933-1945)
| Estreno | Título/s en español | Título/s original/es | Comentarios sobre la censura                                                       |
| ------- | ------------------- | -------------------- | ---------------------------------------------------------------------------------- |
| 1940    | El gran dictador    | The Great Dictator   | Prohibida por las autoridades nazis por su clara alusión al dictador Adolf Hitler. |

 Alemania Occidental (1949-1990)
| Estreno | Título/s en español | Título/s original/es | Comentarios sobre la censura |
| ------- | ------------------- | -------------------- | --- |
| 1974    | Emmanuelle          | Emmanuelle           | Prohibida en su clasificación original; admitida con cortes y para mayores de 18 años posteriormente; no obtuvo una clasificación para su distribución en vídeo. |
| 1976    | Salón Kitty         | Salon Kitty          | Clasificada '18' con cortes para su estreno en cines; no le fue otorgada una clasificación para su distribución en vídeo.                                        |

España
 Zona Nacional durante la Guerra Civil Española (1936-1939) y la España franquista (1939-1975)
| Estreno | Título/s en español                       | Título/s original/es           | Comentarios sobre la censura |
| ------- | ----------------------------------------- | ------------------------------ | --- |
| 1940    | El crucero Baleares                       | El crucero Baleares            | Película de exaltación del navío franquista Baleares; el entonces Ministerio de Marina ordenó prohibir su estreno por su mala calidad cinematográfica, conociendo solo un pase privado. |
| 1956    | La Bandera negra                          | La Bandera negra               | Primera película del realizador Amando de Ossorio, después especializado en el género terrorífico. Se trataba de un alegato contra la pena de muerte, entonces vigente en España, con la interpretación de un único actor, José María Seoane. Se filmó sin permiso oficial, por lo que la censura la multó y la sometió a diversas amputaciones, no logrando finalmente distribuirse.                                                                                                 |
| 1957    | Los jueves milagro                        | Los jueves milagro             | En esta película, un grupo de personas de un pueblo olvidado deciden inventar y representar un milagro, con la finalidad de atraer el turismo a su localidad. Una historia de Luis García Berlanga, que ocasionó a este serios encontronazos con la censura franquista. |
| 1957    | Senderos de gloria / La patrulla infernal | Paths of Glory                 | Prohibida entre 1957 y 1986, año en el que fue oficialmente estrenada en las salas españolas, con un retraso de casi treinta años. |
| 1960    | Psicosis                                  | Psycho                         | En la secuencia del asesinato en la ducha, la censura franquista cortó algunos planos del metraje, con el fin de ocultar la desnudez del cuerpo de Janet Leigh. |
| 1964    | El extraño viaje                          | El extraño viaje               | Dirigida por Fernando Fernán Gómez a partir de una idea de Luis García Berlanga, a su vez basada en la historia real de unos hermanos de Haro (La Rioja). La censura le otorgó la clasificación más restrictiva, que no le concedía siquiera derecho a estrenarse, tardando cerca de cinco años en conseguir una mínima distribución. |
| 1968    | Algo amargo en la boca                    | Algo amargo en la boca         | Una de las primeras películas del luego afamado y polémico Eloy de la Iglesia, quien ya vio como la censura provocaba algunas alteraciones en el resultado. |
| 1969    | La residencia                             | La residencia                  | El debut en el cine de Narciso Ibáñez Serrador sufrió algunos cortes en su metraje impuestos por la censura. Estos afectaron a una secuencia que insinuaba el lesbianismo de los personajes, así como algunos de los planos tomados en la secuencia de las duchas. Este material no se conserva, aunque sí se han conservado algunas fotos fijas tomadas durante su rodaje. En una edición en DVD del año 2002, la clasificación fue tan solo No recomendada para menores de 13 años. |
| 1970    | Las vampiras / Vampyros lesbos            | Las vampiras / Vampyros lesbos | Película de Jesús Franco de producción mayormente alemana, masacrada en su momento por la censura española, que la redujo a una versión inferior a 80 minutos. |
| 1972    | La huida                                  | The Getaway                    | La censura impuso en el momento de sus estreno en salas un mensaje tras el desenlace, que afirmaba que los personajes de Steve McQueen y Ali MacGraw habían sido detenidos en México. Esta coletilla ha sido retirada en posteriores versiones videográficas y televisivas. |
| 1973    | Al otro lado del espejo                   | Al otro lado del espejo        | Proyecto de Jesús Franco prohibido inicialmente por el Ministerio de Información y Turismo, realizado finalmente unos cuatro años después. De todos modos, el estreno en España se realizó en una copia de tan solo 80 minutos, careciendo de sentido el desarrollo, algo habitual en España en la época de las coproducciones y las dobles versiones para el mercado nacional y la exportación.                                                                                      |

 Reinado de Juan Carlos I (1975-2014)
| Estreno | Título/s en español                         | Título/s original/es        | Comentarios sobre la censura |
| ------- | ------------------------------------------- | --------------------------- | --- |
| 1977    | ¿Y ahora qué, señor fiscal?                 | ¿Y ahora qué, señor fiscal? | Adaptación por parte del director León Klimowsky de un original de Martín Vigil. La censura obligó a cambiar el título en principio previsto, Orgasmo sobre una muerta, optándose por conservar el del libro. |
| 1979    | El crimen de Cuenca                         | El crimen de Cuenca         | Basada en un hecho real, los organismos oficiales la prohibieron reiteradamente por su representación de la Guardia Civil. Exhibida en algunos festivales, en España no se exhibió comercialmente hasta 1981. |
| 1980    | El exterminador / El ejecutor de Nueva York | The Exterminator            | Clasificada 'S' por su extrema violencia, se trata de una película de acción y venganza protagonizada por un veterano de la Guerra de Vietnam. |
| 2010    | Saw VI                                      | Saw VI                      | Clasificada 'X' por el Ministerio de Cultura, lo que restringía su exhibición a las salas X. Inicialmente retirada por la distribuidora; estrenada en salas convencionales con algunos cortes en su metraje. |
| 2010    | La mula                                     | La mula                     | Suspendida la calificación por edades (Clasificación) y declarada la calificación lesiva para el interés público por el Ministerio de Cultura bajo el mandato de la ministra Ángeles González-Sinde y el gobierno del PSOE, lo que prohíbe su exhibición. Con fecha 14 de noviembre de 2012 se dictó sentencia por la cual se desestimaba las pretensiones del Ministerio de Cultura. La sentencia devino en firme en el mes de diciembre. Ese mismo mes, el ICAA, emitió el certificado de calificación y otorgó la nacionalidad española a la película. http://es.wikipedia.org/wiki/La_mula (película) |

 Finlandia
| Estreno | Título/s en español                                                     | Título/s original/es            | Comentarios sobre la censura                                    |
| ------- | ----------------------------------------------------------------------- | ------------------------------- | --------------------------------------------------------------- |
| 1967    | Oro maldito                                                             | Oro maldito / Se sei vivo spara | Spaghetti Western prohibido en 1968 por sus dosis de violencia. |
| 1975    | Historia de O                                                           | Histoire d'O                    | Prohibida.                                                      |
| 1976    | Salón Kitty                                                             | Salon Kitty                     | Prohibida en 1976; clasificada 'K-18' con cortes en 1984.       |
| 1986    | Crawlspace / El ático (España) /La muerte espía en las sombras (México) | Crawlspace                      | Film terrorífico prohibido en 1987.                             |

Francia
 IV República Francesa (1944-1958)
| Estreno | Título/s en español                       | Título/s original/es | Comentarios sobre la censura                                                                                  |
| ------- | ----------------------------------------- | -------------------- | --- |
| 1957    | Senderos de gloria / La patrulla infernal | Paths of Glory       | Prohibida en el momento de su estreno, por su retrato del ejército francés durante la Primera Guerra Mundial. |

Irlanda
 República de Irlanda (desde 1949)
| Estreno | Título/s en español                                | Título/s original/es | Comentarios sobre la censura                                 |
| ------- | -------------------------------------------------- | -------------------- | ------------------------------------------------------------ |
| 1974    | Emmanuelle / Lecciones privadas (Argentina, vídeo) | Emmanuelle           | Prohibida en su estreno, clasificada posteriormente como 18. |

 Islandia
| Estreno | Título/s en español        | Título/s original/es       | Comentarios sobre la censura |
| ------- | -------------------------- | -------------------------- | ---------------------------- |
| 1985    | The Treasure of the Amazon | The Treasure of the Amazon | Prohibida.                   |

 Noruega
| Estreno | Título/s en español | Título/s original/es                                | Comentarios sobre la censura                                                                             |
| ------- | ------------------- | --------------------------------------------------- | --- |
| 1971    | Apocalipsis Joe     | Apocalipsis Joe / Un uomo chiammato Apocalipsis Joe | Estreno en cines prohibido entre 1972 y 2003.                                                            |
| 1975    | Historia de O       | Histoire d'O                                        | Estreno en cines prohibido entre 1978 y 2003. Clasificada '18' en 1987 para su lanzamiento videográfico. |
| 1976    | Salón Kitty         | Salon Kitty                                         | Estreno en cines prohibido entre 1977 y 2003.                                                            |

 Reino Unido
| Estreno | Título/s en español                                                 | Título/s original/es                                                           | Comentarios sobre la censura |
| ------- | ------------------------------------------------------------------- | ------------------------------------------------------------------------------ | --- |
| 1967    | Oro maldito                                                         | Oro maldito / Se sei vivo spara                                                | Spaghetti Western clasificado 'X' por su contenido violento. |
| 1968    | El asesinato de la hermana George                                   | The Killing of Sister George                                                   | Historia de lesbianismo dirigida por Robert Aldrich; clasificada 'X' en el momento de su estreno. |
| 1971    | La semana del asesino                                               | La semana del asesino                                                          | Incluida en la DPP List. Distribuida en vídeo con 3s de cortes en 1993. |
| 1971    | Perros de paja                                                      | Straw Dogs                                                                     | La película de Sam Peckinpah fue prohibida por el BBFC en el periodo en el que lo fueron las video nasties incluidas en la DPP List, pero no está actualmente (2012) incluida en la lista. Fue reestrenada en 1995 con algunos cortes, hasta que finalmente fue distribuida en su versión integra en 2002. No debe confundirse con su versión homónima posterior.                                                        |
| 1972    | El país del sexo salvaje                                            | Il paese del sesso selvaggio / The Man from Deep River (alternativo)           | Incluida en la DPP List. Distribuida en vídeo con 3m 45s cortados en 2003. |
| 1972    | La última casa a la izquierda / Pánico a medianoche                 | The Last House on the Left                                                     | Incluida en la DPP List. El BBFC rechazó concederle una certificación para su exhibición inicialmente, autorizando su distribución con 31s cortados en 2002. Aprobada sin cortes el 17 de marzo de 2008. No confundir con su versión posterior homónima. |
| 1974    | La matanza de Texas / La masacre de Texas                           | The Texas Chain Saw Massacre                                                   | Prohibida por el BBFC pero no incluida en la DPP List. Aprobada con cortes. Aprobada sin cortes con un certificado de 18 en 1999. No debe confundirse con la posterior versión de 2004. |
| 1974    | No profanar el sueño de los muertos                                 | Non si deve profanare il sonno dei morti / No profanar el sueño de los muertos | Incluida en la DPP List. Aprobada con 2m de pre-cortes en 1985, redistribuida sin cortes en 2002.. |
| 1976    | Trampa mortal                                                       | Eaten Alive                                                                    | Incluida en la DPP List bajo una acusación de obscenidad. Redistribuida sin cortes en 2000. Esta película de Tobe Hooper no debe confundirse con el film caníbal de Umberto Lenzi Mangiati vivi!, distribuido internacionalmente como Eaten Alive!. |
| 1978    | La montaña del Dios Caníbal                                         | La montagna del dio cannibale                                                  | Incluida en la DPP List bajo una acusación de obscenidad. Distribuida con 2m 6s de cortes en 2001. |
| 1978    | The Toolbox Murders                                                 | The Toolbox Murders                                                            | Incluida en la DPP List bajo una acusación de obscenidad. Redistribuida con 1m 46s cortados en 2000. No debe confundirse con la nueva versión homónima dirigida por Tobe Hooper. |
| 1979    | The Driller Killer                                                  | The Driller Killer                                                             | Incluida en la DPP List. Distribuida en vídeo con cortes en 1999, redistribuida sin cortes en 2002. |
| 1979    | Scum                                                                | Scum                                                                           | Esta película británica incluyó la coletilla The film they tried to ban (La película que trataron de prohibir). Fue rodado originalmente como una película para la televisión por la BBC, pero la emisora pública decidió no emitirlo debido a la presencia de violencia y escenas de suicidios en el film. La película fue rehecha por la mayor parte del equipo de producción original y distribuida en salas de cine. |
| 1980    | Aquella casa al lado del cementerio / La casa cercana al cementerio | Quella villa accanto al cimitero                                               | Incluida en la DPP List. Aprobada por el BBFC con cortes cercanos a los 4 minutos de metraje en 1988, redistribuida con 33s cortados en 2001, distribuida en versión íntegra en 2009. |
| 1980    | Holocausto caníbal                                                  | Cannibal Holocaust                                                             | Incluida en la DPP List. Distribuida en 2001 con 5m 44s de cortes, con el fin de retirar escenas de violación a mujeres y de crueldad contra animales. Una nueva versión fue aprobada con solo 15s de cortes en 2011. |
| 1980    | Maniac                                                              | Maniac                                                                         | Prohibida por el BBFC pero no incluida en la DPP List. Aprobada con cortes el 29 de mayo de 2002. |
| 1980    | Caído del cielo                                                     | Our of the Blue                                                                | Prohibida hasta 1987 |
| 1981    | Caníbal feroz / Los últimos caníbales                               | Cannibal ferox                                                                 | Incluida en la DPP List. Distribuida en vídeo con 6m de pre-cortes, más 6s de cortes adicionales en 2000. Es la única película clasificada por el BBFC a la que, tras una revisión posterior, le han sido impuestos más cortes de los que ya tenía en una distribución anterior. |
| 1981    | Muertos y enterrados                                                | Dead & Buried                                                                  | Incluida en la DPP List. Procesada bajo acusación de obscenidad, la acusación fue después retirada y se distribuyó con 30s de cortes en 1990; redistribuida sin cortes en 1999. |
| 1982    | El destripador de Nueva York / El descuartizador de Nueva York      | Lo squartatore di New York / The New York Ripper                               | Prohibida por el BBFC pero no incluida en la DPP List. Fue distribuida sin cortes en 2002. |

Oceanía
 Nueva Zelanda
| Estreno | Título/s en español | Título/s original/es | Comentarios sobre la censura                                                         |
| ------- | ------------------- | -------------------- | ------------------------------------------------------------------------------------ |
| 1975    | Historia de O       | Histoire d'O         | Estreno en cines prohibido entre 1978 y 2003; reclasificada posteriormente como R18. |

### Clasificación de las películas más censuradas
De entre los que figuran en esta lista, los títulos que han sido prohibidos o estrenados con cortes en un mayor número de países han sido:
4 países
- Historia de O (Estados Unidos, Finlandia, Noruega y Nueva Zelanda)
- Salón Kitty (Alemania Occidental, Estados Unidos, Finlandia y Noruega)

3 países
- Emmanuelle (Alemania Occidental, Estados Unidos e Irlanda)
- Paths of Glory (España, Francia y Marruecos)

2 países
- Calígula (Malasia y México)
- El asesinato de la hermana George (Estados Unidos y Reino Unido)
- Holocausto caníbal (México y Reino Unido)